# Зазріва (притока Турця)
Зазріва (словац. Zázrivá) — річка в Словаччині, ліва притока Турця, протікає в окрузі Мартін.
Довжина приблизно 7,2—8,3 км. Витік знаходиться в масиві Лучанська Фатра (схил гори Крижава) на висоті близько 1440 метрів. Протікає територією міста Мартін..
Впадає в Турець на висоті 375-380 метрів.